# Priča iz Hrvatske (1991.)
Priča iz Hrvatske, hrvatski dugometražni igrani film Krste Papića iz 1991. godine.
Dobitnik je Velike zlatne arene na Pulskome filmskom festivalu 1992. godine.

## Radnja
Nakon sloma hrvatskog proljeća 1971. student Ilija Barić mora napustiti zemlju zbog političkog uvjerenja. Njegov otac Luka gubi posao i mora na privremeni rad u Njemačku.
1980. umire Josip Broz Tito i doba je novih gibanja, ali i represija. Na vlastitoj koži to osjeća i dvanaestogodišnji Ilijin brat Ivan Barić, koji s dvanaest godina svira u rock bandu i zaljubljen je u kolegicu iz razreda Marinu. Marinin otac drukčijih je političkih uvjerenja i ova se dva roditeljska svijeta međusobno ne podnose.
Dolaze devedesete, propada komunizam, dolazi demokracija, a sukobi između roditelja rasplamsavaju se i prenose na djecu...

## Vanjske poveznice
- Priča iz Hrvatske u internetskoj bazi filmova IMDb-a